# Pinus douglasiana
Pinus douglasiana é uma espécie de conífera da família Pinaceae.
Apenas pode ser encontrada no México.